# Río Asán

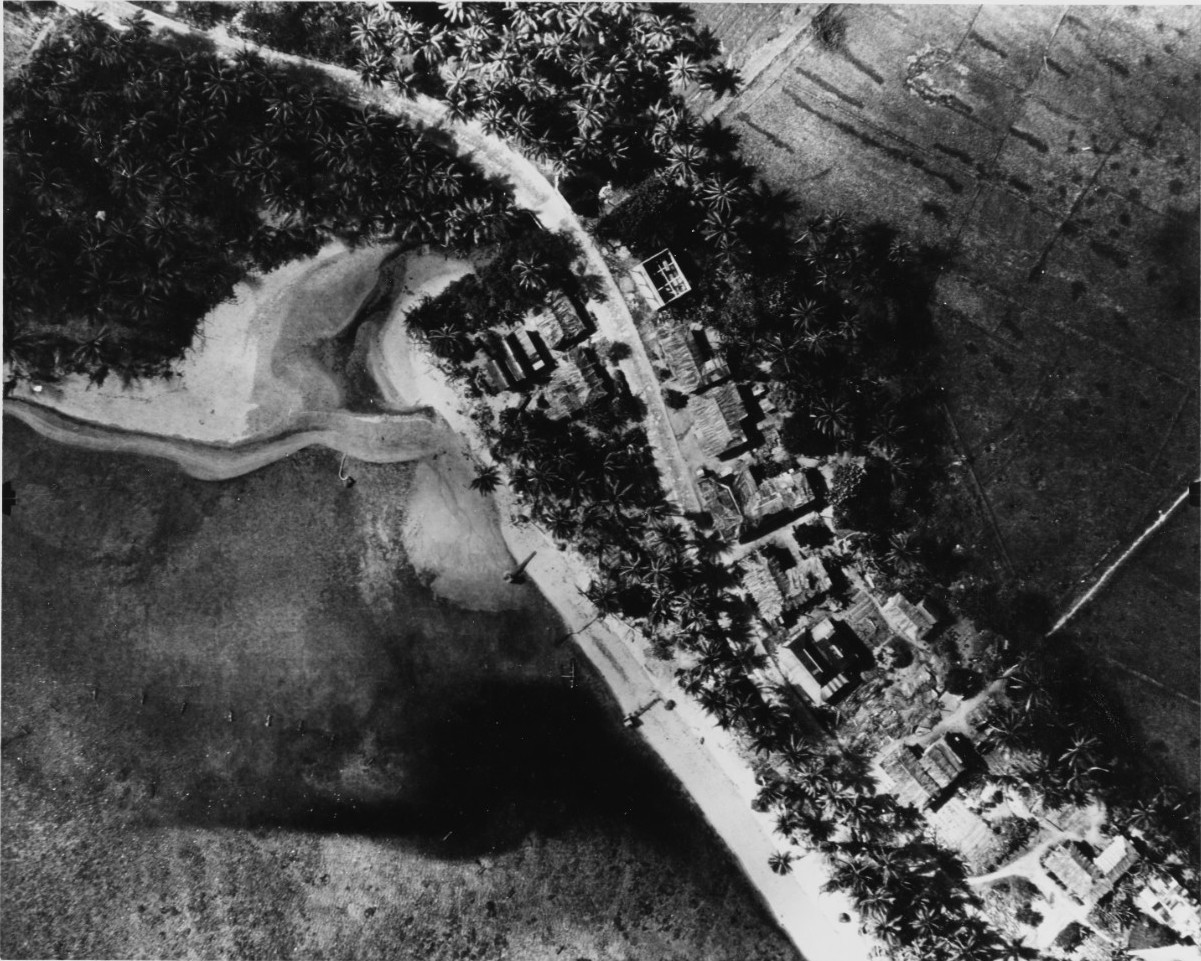
La desembocadura del río Asan en junio de 1944.

El río Asán se encuentra en el territorio estadounidense de Guam, dentro del pueblo de Asán.  Se origina en las tierras altas de Nimitz Hill Annex y fluye a través de Asán en el Parque Histórico Nacional del Pacífico. Luego vuelve a ingresar brevemente al Parque (por sus siglas en inglés, WAPA) en su Unidad Interior de Asán, con la desembocadura en el extremo oriental del Parque, la Bahía de Asán.
- Lista de ríos de Guam